# Lahnsteiner Bluesfestival
Das Lahnsteiner Bluesfestival startete 1981 zunächst als SWF-Bluesfestival. 1998 wurde es sodann in SWR- und 2002 in SWR1-Bluesfestival umbenannt. Seit dem Rückzug des öffentlich-rechtlichen Senders firmiert es unter Lahnsteiner Bluesfestival.

## Geschichte
Das erste SWF-Bluesfestival ging am 16. Oktober 1981 über die Bühne der Stadthalle in Oberlahnstein. Initiiert von den Journalisten Tom Schroeder, Manfred Miller, Detlef Gattner und Thomas Dittrich war es zunächst als einmalige Veranstaltung geplant, konnte aber verstetigt werden. Die für den 29. September 2001 geplante 21. Ausgabe fiel wegen der aufgrund der Anschläge vom 11. September erfolgten Absagen der gebuchten US-Künstler aus. Nach Manfred Miller (1981–1992), Tom Schroeder (1993–1994) und Thomas C. Breuer (1995–2010) wird das Festival seit 2011 von dem Heidelberger Kabarettisten und Musiker Arnim Töpel moderiert. Das Plakat für das 2008er-Festival unter dem Motto The blues had a baby and they named it rock'n'roll wurde von Günther Kieser gestaltet.
Zu den im Lauf der Jahre in Lahnstein aufgetretenen Künstlern zählen u. a. die Blues Company, Louisiana Red, Sippie Wallace, Charlie Musselwhite, Robben Ford, James Cotton, Mick Taylor & Frank Diez, Roy Gaines, Walter "Wolfman" Washington, Hans Theessink, Lucky Peterson, Clarence "Gatemouth" Brown, Inga Rumpf, Larry Garner, Joe Louis Walker, Shemekia Copeland, Taj Mahal, Sharrie Williams, Georgie Fame, Michael Burks, Bill Wyman’s Rhythm Kings, Deborah Coleman, Thorbjørn Risager sowie Philipp Fankhauser. Zeitweise übertrugen mehr als ein halbes Dutzend Rundfunksender Konzerte des Festivals, das die Frankfurter Allgemeine Zeitung als das wichtigste Bluesfestival in Deutschland einstufte. 1992 erschienen fünf Alben mit Mitschnitten aus Lahnstein.

## Blues-Louis
Seit 1997 wird im Rahmen des Lahnsteiner Bluesfestivals der sogenannte Blues-Louis verliehen. Preisträger waren bisher:
- 1997: Manfred Rademacher (Tourist-Information Lahnstein)
- 1999: Hildegard Doebner (Folkclub Witten)
- 2000: Bill Ramsey
- 2002: Inga Rumpf
- 2003: Fritz Rau
- 2004: Tom Schroeder
- 2005: Joy Fleming
- 2006: Klaus Doldinger
- 2007: Günther Kieser
- 2008: Siegfried Schmidt-Joos
- 2009: Bill Wyman
- 2010: Todor „Toscho“ Todorovic (Blues Company)
- 2011: Thomas C. Breuer (als langjähriger Festival-Moderator)
- 2012: Klaus Voormann
- 2013: Chris Barber
- 2014: Pete York
- 2015: Abi Wallenstein
- 2016: Klaus Kilian
- 2017: Joja Wendt
- 2018: Axel Zwingenberger
- 2019: Brian Auger
- 2020: Manfred Miller
- 2021: Café Hahn
- 2022: Werner Reinke und Lidia Antonini
- 2023: Carl Carlton & Friends
- 2024: Colin Hodgkinson
- 2025: Frank Diez